# ميكي نونيز
ميكي نونيز (بالإسبانية: Miki Núñez)‏ هو معلم موسيقى ومغني إسباني، ولد في 6 يناير 1996 في تاراسا في إسبانيا.

## وصلات خارجية
- ميكي نونيز على موقع IMDb (الإنجليزية)
- ميكي نونيز على موقع ميوزك برينز (الإنجليزية)
- ميكي نونيز على موقع أول ميوزيك (الإنجليزية)
- ميكي نونيز على موقع ديسكوغز (الإنجليزية)